# Ukhaatherium
Ukhaatherium — вимерлий рід ссавців, який жив під час верхньої крейди приблизно 84–72 мільйони років тому в сучасній Східній Азії. Він відомий перш за все з Укхаа Толгод (Монголія), де його одного знахідки займають вісім особин, шість з них повністю. Загалом ухаатерій вагою близько 32 г був досить маленьким і нагадував сучасних комахоїдів. Крім того, були ще деякі оригінальні риси скелета.